# Fergus Falls
Fergus Falls è una city degli Stati Uniti d'America, capoluogo della contea di Otter Tail dello stato del Minnesota.

## Storia
Le cascate dalle quali il centro abitato prende il suo nome furono scoperte nel 1856 da Joe Whitford, un cacciatore scozzese, che diede ad esse il nome del suo datore di lavoro, l'uomo di affari scozzese James Fergus (1813-1902).
Morto Whitford nel 1862,  Georges B. Wright acquistò il terreno nel 1867 e costruì intorno al 1871 quella che è oggi la Central Dam ("Diga centrale"). Negli anni 1870 Fergus Fall fu stabilito come centro abitato con propria amministrazione (incorporated place).
Il figlio di Georges Wright, Vernon Bright, ereditò la proprietà nel 1882 e vi si trasferì da Boston. Nel 1907 fondò la Otter Tail Power Company.
Le dighe costruite sul fiume Otter Tail a partire dagli anni 1880 favorirono lo sviluppo cittadino: il popolamento avvenne tramite due ondate successive di immigranti, che si stabilirono nella città inizialmente come agricoltori (grano e mais nelle pianure occidentali) e allevatori (produzione di latte e allevamento di maiali nelle colline e boschi ad est). Una prima ondata fu rappresentata dai reduci di origine inglese e scozzese della Guerra civile americana (chiese episcopali e presbiteriane). Una seconda da immigranti di origini scandinavegiunse tramite la Great Northen Railway (ferrovia tra Seattle e Saint Paul) (chiese luterane).

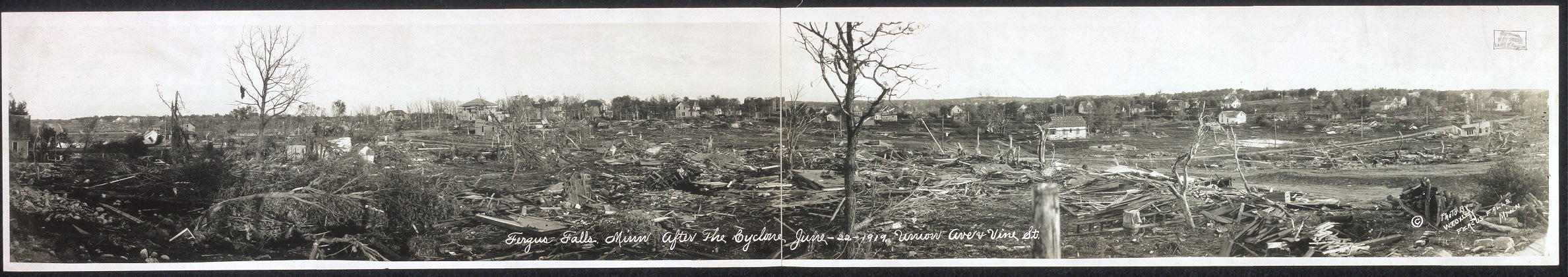
Danni del tornado del 1919 a Fergus Falls

Il 22 giugno del 1919 Fergus Falls fu colpita da un tornado distruttivo, che uccise 57 persone e causò grandi distruzioni nel centro cittadino.
Negli anni 1950 venne costruita la strada interstatale 94, che aumentò notevolmente la mobilità degli abitanti. Le attività agricole e di allevamento di tipo familiare si trasformarono in vere e proprie imprese e la popolazione declinò di numero. La tendenza si è invertita solo recentemente.

## Luoghi di interesse
- Union Avenue Bridge, ponte sul fiume Otter Tail, ricostruito nel 2004.
- River Walk Park, parco che si sviluppa lungo il fiume per circa un miglio a partire dall'Union Avenue Bridge, in parte sistemato nel 2004 insieme alla ricostruzione del ponte.
- Municipio cittadino, costruito ad imitazione della Independence Hall di Filadelfia; fino agli anni 1970 l'ala sinistra dell'edificio era la sede della sede cittadina dei vigili del fuoco.
- Museo della contea
- The Orpheum Theater, costruito nel 1921 e attualmente sede del Center for the Arts cittadino dopo il rinnovamento dell'edificio negli anni 1990. Ospita il Mighty Wurlitzer Theater Pipe Organ, uno dei più grandi organi del Midwest[4]
- Hotel Kaddatz, dal 2001 restaurato come sede di "The Kaddatz Galleries", una galleria d'arte non profit[5].
- Lago Alice
- Parco "George B. Wright"
- Veteran's Memorial Park.

In città è inoltre la sede del The Lake Region Arts Council (River Inn Building), insieme alla sede locale del Springboard for the Arts di Saint Paul.

## Economia
Il maggior datore di lavoro della città è il Lake Region Healthcare, con un ospedale di 108 letti, un centro di ricerca sul cancro e diversi centri di assistenza. Il secondo è la Otter Tail Power Company.